# Andrej Drapal
Andrej Drapal, slovenski tržnik, filozof, menedžer in publicist, * 1. september 1958. 
Kot študent je bil med letoma 1979 in 1982 urednik ljubljanskega študentskega časnika Tribuna, urednik več redakcij Radia Študent in med letoma 1982 in 1986 tudi direktor te radijske postaje. V tem času je v različnih slovenskih medijih objavil več kot 500 člankov o kulturi, umetnosti, družbi in diplomiral iz filozofije in primerjalne književnosti na Filozofski fakulteti v Ljubljani. Med letoma 1986 in 1991 je vodil gledališki in filmski program v Cankarjevem domu, kasneje tudi kot neodvisni producent v InArt Centru, ki ga je ustanovil v ta namen. Od leta 1991 do 2011 je bil svetovalec in partner podjetja Pristop, slovenske agencije za odnose z javnostmi, oglaševanje in marketing. Leta 1996 je ustanovil prvo lobistično asociacijo v Sloveniji. Leta 2004 je ustanovil Zbornico poslovnih storitev na Gospodarski zbornici Slovenije. Bil je član različnih svetov neprofitnih organizacij, med drugim dva mandata predsednik sveta Narodne galerije Slovenije in več mandatov član programskega sveta Ljubljana festivala. Kot svetovalec je od leta 1991 svetoval upravam več kot 200 slovenskih in mednarodnih korporacij, neprofitnih organizacij in javnih institucij. Je član Združenja Manager in Združenja nadzornikov Slovenije. Od leta 1998 razvija lasten model znamčenja in marketinga, Standardni Model Znamčenja©. V tem obdobju je po svoji metodi razvil okrog 50 znamk in poslovnih modelov. Znamka I Feel Slovenia, v veljavi od leta 2008, je verjetno najbolj prepoznana znamka, ki je nastala po tej metodi. Brandlife (2016) je Drapalova knjiga, ki »Standardni model« utemeljuje in popisuje.
Andrej Drapal pogosto nastopa v funkciji govornika na prireditvah in konferencah s temami znamčenja, trženja, odnosov z javnostmi in v obdobju od 2010 tudi memetike. Od leta 2006 razvija originalen filozofski koncept, ki povezuje evolucijsko teorijo, nevroznanost, teorijo kompleksnih sistemov, memetiko, liberalno ekonomijo ter liberalno filozofijo, homonizem. Sistem je popisan v njegovi knjigi Homonizem (2022).